# Глубочица (приток Почайны)
Глубочица (укр. Глибо́чиця) — река в Киеве, начиналась на Лукьяновке, впадала в Почайну, теперь в коллекторе. Длина — 9 км.
Как речка известна со времён Киевской Руси, протекала по территории современной улицы Глубочицкой, а затем между улицами Верхний Вал и Нижний Вал. Недалеко от современного Житнего рынка в неё впадал ручей Киянка, который вытекал из местности Кожемяки. Первоначально Глубочица имела густую сеть прилегающих к ней ручьёв (Юрковица, Турец и др.) и яров, со временем засыпанных во время заселения.
В конце XVIII века старое русло нижнего течения Глубочицы было выпрямлено, обнесено валами для защиты окружающей застройки от половодий (откуда и названия улиц Верхний Вал и Нижний Вал), получило название Канава, Канал, или Помойник, поскольку сюда сбрасывались отходы гончарного, дегтярного и кожевенного производств. Канава была заключена в коллектор в середине XIX века, верхнее течение Глубочицы — в первой половине XX века. В нынешнее время коллектор также выполняет функцию ливнестока.
По реке названа историческая местность Киева Глубочица.